# Дельта (моторная лодка)
«Дельта» — пластиковая моторная лодка предназначена для первоначального обучения и проведения тренировок воднолыжников, а также для судейства и обеспечения соревнований по гребному, водно-моторному и другим водным видам спорта. Мотолодка может быть использована также для служебных разъездов и в качестве прогулочного и туристского судна.
Мотолодка «Дельта» имеет просторный кокпит, оборудованный кормовым трёхместным диваном и двумя передними раздельными креслами. При необходимости диван и кресла раскладываются в удобные спальные места: спинка кормового дивана снимается и устанавливается перед его сиденьем, спинки кресел откидываются назад и фиксируются в горизонтальном положении. В основаниях кресел устроены рундуки; под диваном установлен топливный бак ёмкостью 100 л, заправочная горловина которого выведена на палубу. Дополнительные места для различного снаряжения имеются под носовой палубой, съёмным пайолом кокпита, за спинкой кормового дивана, в бортовых нишах лодки.
Обводы корпуса — плоско-килеватые со скуловым брызгоотбойником и продольными реданами. Для уменьшения забрызгивания бортам в носу придан значительный развал. Бортовые ветви шпангоутов — слегка вогнутые с небольшим уступом посередине высоты борта; благодаря этому повышается жёсткость наружной обшивки.
Конструктивно корпус лодки «Дельта» состоит из трёх основных деталей: наружной обшивки, палубы и внутренней секции, отформованных из стеклопластика на основе смолы НПС-609-21М и стеклотканей марок Т-11-ГВС-9 и ТР-0.56-ГВС-9. Толщина корпуса на днище — 4-5 мм; на бортах — 3-4 мм; толщина палубной и внутренней секций — 2-3 мм. Внутренняя секция заменяет набор корпуса, обеспечивая его прочность и жёсткость, служит основанием для монтажа оборудования. Палуба с корпусом соединена посредством склейки по фланцам, которые образуют линию борта. Снаружи соединение закрывается поливинилхлоридным профилем — привальным брусом.
На испытаниях «Дельта» с двумя моторами «Нептун-23» развила максимальную скорость 48,2 км/ч; с экипажем 5 чел. — 43,2 км/ч. Под двумя «Вихрями» мощностью по 30 л. с. были соответственно получены скорости 50,5 и 45,5 км/ч. Мотолодка сохраняла скорость на всех курсах по отношению к волне высотой 0,5-0,6 м; радиус циркуляции составлял 10-12 м.
На XII всесоюзных соревнованиях по водномоторному спорту на приз сборника «Катера и Яхты» экипаж «Дельты» занял второе место.

«Дельта» оказалась настолько удачной, что её обводы нашли своё воплощение и в лодках совершенно иных размерений и назначения — например, в 7-метровом РИБе «Кальмар», отчёт об испытаниях которого «на мерной миле "КиЯ"» читайте в № 169.— 
Моторная лодка «Дельта» выпускалась небольшой серией Ленинградским экспериментальным заводом спортивного судостроения только по заказам организаций и на экспорт.
| Технические характеристики                        | Показатели    |
| ------------------------------------------------- | ------------- |
| Длина наибольшая, мм                              | 4630          |
| Ширина наибольшая, мм                             | 1840          |
| Высота борта на миделе (до привального бруса), мм | 680           |
| Угол килеватости днища на транце                  | 12°           |
| Масса с оборудованием и снабжением, кг            | 220           |
| Грузоподъёмность, кг                              | 400           |
| Пассажировместимость, чел.                        | 5             |
| Допустимая мощность ПМ, л.с.                      | 60            |
| Скорость хода под мотором «Вихрь-30», км/ч:       |               |
| Скорость с одним водителем                        | 50,5          |
| С полной нагрузкой                                | 45,5          |
| Материал корпуса                                  | стеклопластик |

### Дельта-люкс
Второй вариант лодки — «Дельта-люкс» — рассчитан на более мощный подвесной мотор 25-40 л. с. с дистанционным управлением. В этом случае лодка дополнительно оборудуется пультом управления (на правом борту) с ветровым стеклом и поворотным креслом водителя. Кормовой рундук превращается в мягкий диван со спинкой. На пульт управления устанавливаются руль и приборы контроля работы двигателя, а также дополнительное оборудование (по желанию заказчика) — спидометр, прикуриватель, магнитола. Положение кресла по длине лодки можно регулировать в зависимости от роста водителя.
Как в первом, так и во втором варианте исполнения «Дельта» оборудуется тентом.

### Дельта lite
«Дельта lite» — прогулочная моторная лодка, эксплуатация которой допускается без регистрации в ГИМС и без наличия удостоверения на право управления маломерными судами.
| Технические характеристики  | Показатели    |
| --------------------------- | ------------- |
| Длина габаритная, м         | 4,37          |
| Ширина габаритная, м        | 1,8           |
| Высота борта, м             | 0,6           |
| Вес лодки без двигателя, кг | 140           |
| Грузоподъёмность, кг        | 400           |
| Пассажировместимость, чел.  | 4–5           |
| Мощность двигателя, л.с.    | 9,9           |
| Скорость хода, км/ч:        | 30–40         |
| Материал корпуса            | стеклопластик |